# Європейський шаховий союз
Європейський шаховий союз (англ. European Chess Union, ECU) — міжнародна шахова організація, яка об'єднує національні шахові федерації європейських країн. Створена під час конгресу ФІДЕ 1985 року в Ґраці (Австрія). Станом на 2020 рік членами ЄШС є 54 національні федерації.
Президент організації — Зураб Азмайпарашвілі (Грузія). Штаб-квартира: Гюненберґ, кантон Цуг, Швейцарія.

## Турніри
Європейський шаховий союз організовує як індивідуальні, так і командні чемпіонати Європи:
- Чемпіонат Європи із шахів;
- Чемпіонат Європи із шахів серед жінок;
- Юнацький чемпіонат Європи із шахів у вікових категоріях до 8, 10, 12, 14, 16 та 18 років;
- Чемпіонат Європи із шахів серед ветеранів (сеньйорів); відбуваються чоловічі та жіночі турніри в категоріях 50+ та 65+;
- Командний юнацький чемпіонат Європи (U-18);
- Клубний кубок Європи із шахів;
- Клубний кубок Європи із шахів серед жінок;
- Чемпіонат Європи із шахів серед любителів (аматорів);
- Шкільний чемпіонат Європи із шахів;
- Корпоративний чемпіонат Європи (серед команд підприємств);
- Чемпіонат Європи із шахів (рапід і бліц);
- Жіночий чемпіонат Європи із шахів (рапід і бліц);
- Юнацький чемпіонат Європи із шахів (рапід і бліц).